# Neurorradiología

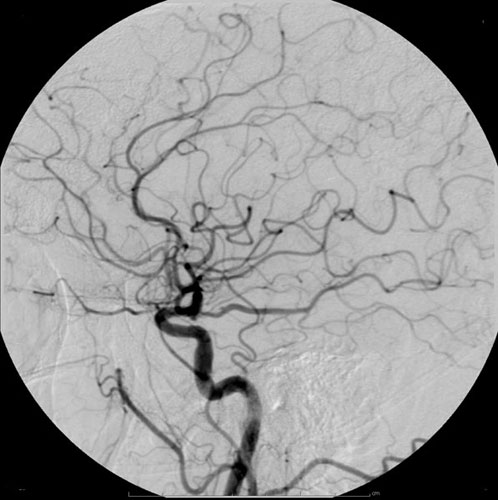
Angiograma cerebral.

La neurorradiología es la radiología especializada en el sistema nervioso. Se enfoca en el diagnóstico y caracterización de anormalidades del sistema nervioso central y periférico, médula espinal, cabeza y cuello. Se usan imágenes obtenidas mediante tomografía axial computarizada (TAC), resonancia magnética nuclear (RMN), radiografía y ecografía, las dos últimas son más usadas en la población en pediatría. La angiografía se usa para el diagnóstico de anormalidades vasculares del sistema nervioso. 

## Historia
La historia de la neurorradiología se inicia a finales del siglo XIX y comienzos del siglo XX, después de que Röntgen inventara el uso de los rayos X. A comienzos de 1900, el médico especializado en neuro-psiquiatría, Arthur Schüller dio sus primeros aportaciones a la neurorradiología describiendo las lesiones calcificadas de la glándula pineal y asociándolas con sus enfermedades respectivas.

## Neurorradiología diagnóstica
Es la parte de la neurorradiología que se ocupa del diagnóstico y pronóstico de las enfermedades del sistema nervioso, la mayoría del sistema nervioso central.
Algunas enfermedades del sistema nervioso diagnosticadas son:
- Tumores intracraneales
- Lesiones vasculares intracerebrales
- Demencias vasculares
- Síndromes neurológicos

## Neurorradiología terapéutica
Es la parte de la neurorradiología que se ocupa del tratamiento de enfermedades vasculares, fundamentalmente del sistema nervioso central.
Los tratamientos más frecuentes realizados en estas unidades son:
- Embolización de aneurismas intracerebrales
- Embolización de malformaciones arterio-venosas
- Embolización de fístulas arterio-venosas
- Embolización de tumores
- Angioplastias carotídeas y de troncos supra-aórticos
- Tratamiento de hemorragias

## Técnicas
- Tomografía axial computarizada (TAC)
- Resonancia magnética nuclear (RMN)
- Radiografía
- Ecografía
- Angiografía